# Cymphonique Miller
Cymphonique Miller (Los Ángeles, California, 1 de agosto de 1996), conocida públicamente como Cymphonique, es una actriz y cantante estadounidense. Ella es la hija del rapero Master P y hermana de Romeo Miller.

## Carrera
Miller ha actuado en varias giras por las escuelas nacionales y parques temáticos en todo el país. Por otra parte, ella ha estado de gira con Raven-Symoné, Ashley Tisdale, Demi Lovato, JoJo, Wonder Girls y College Boyys.
Fue finalista en Radio Disney NBT's, pero quedó en segundo lugar después de Jasmine. Sus canciones, "Butterflies", "Lil Miss Swaggar" y "Daddy I'm A Rockstar" fueron puestos al aire en Radio Disney.
Miller protagonizó en Nickelodeon la serie How to Rock, en la que se espera que contribuya a su música. Miller ya ha sido estrella invitada en Big Time Rush, True Jackson VP, The Troop y Just Jordan.
Ella canta el tema musical de Winx Club, una serie italiana de animación de Nickelodeon. Ella canta con Big Time Rush la canción, "I Know You Know."
En 2011, Miller fue nominada a "Mejor Artista Femenina de Hip-hop" en los BET Awards.